# Marc Dufour
Marc Dufour (21 de abril de 1843, Villeneuve (Vaud) - 29 de julio de 1910, Lausana) fue un oftalmólogo suizo.
En 1865,  recibe su doctorado médico por la Universidad de Zúrich defendiendo con su disertación de tesis "La constance de la force et les mouvements musculaires". En Zúrich estudia oftalmología con Johann Friedrich Horner, y luego continuó su educación en Berlín como alumno de Albrecht von Graefe. En 1869 trabajó como ayudante de Frédéric Recordon en el Asile des Aveugles en Lausana. Más tarde, fue jefe médico del Asilo y Hospital oftálmico. De 1890 a 1909 fue profesor de oftalmología en la Universidad de Lausana, donde en 1894 fue escogido como rector.
De 1874 a 1886,  sirvió como concejero de la ciudad en Lausana; como miembro de la Asamblea Consitutyente (Vaud) en 1885 y votando a favor del sufragio de las mujeres. En 1910 funda el "Asile Gabrielle-Dufour" para personas con problemas de visión, una institución nombrada en memoria de su hija difunta. En 1910 el "Prix Marc Dufour" se estableció para animar búsqueda médica en la Universidad de Lausana.
Con Jules Gonin, fue coautor de "Traité des maladies de la rétine" (Enfermedades de la retina, 1906) y "Traité des Maladies du nerf optique" (Enfermedades del nervio óptico, 1908). También publicó biografías de sus mentores anteriores, Johann Frédéric Horner (1887) y Frédéric Recordon (1890).

## Toponimia
- Avenue Dr. Marc Dufour en Lausana, adyacente de la avenida Louis-Ruchonnet con la avenida de Mont-d'Or. Según la decisión municipal de 1930, laavenida se dirige a la avenida de Belvedere; y, la parte inferior se añadió en 1943. Por el puente traversal pasan los Ferrocarriles Federales Suizos (CFF) y también lleva su epónimo tal puente.